# باباسر
باباسر (به ترکی آذربایجانی: Babaser) یک منطقه مسکونی در جمهوری آذربایجان است که در شهرستان ماساللی واقع شده‌است. باباسر ۱۴۰۱ نفر جمعیت دارد.